# Перехват каравана Рытова
Дело Рытова, также Сражение под Актауским укреплением — трёхдневный бой русского отряда из полусотни казаков под началом хорунжия Алексея Рытова с одной стороны, и повстанческим войском казахов под руководством Кенесары Касымова с другой. Одно из первых крупных столкновений в Степи в рамках начавшегося восстания.

## Предыстория
К концу 1837 года к восстанию под предводительством Кенесары Касымова присоединялись казахи, проживавшие на территории Актауского укрепления. Они массово перекочевывали со своих кочевок и уходили в сторону Балхаша и реки Чу. Царские власти послали к актауцам султана Кучука Айчувакова, для выяснения причин их ухода.
Кувандыковцы открыто заявили, что они не возвратятся до тех пор, пока не будет срыто Актауское укрепление и не будут возвращены отобранные земли. На уговоры султана Кучук Айчувакова они ответили: «Когда в волость приезжал толмач с казаками, то брали к себе молодых женок и девок, спали с ними. Для езды брали лошадей-бегунцов, а затем не возвращали. Если бы мы не потерпели таких обид, то с родных своих вод не ушли бы. Если бы государь оказал свою милость и уничтожил бы Актауский диван, то и мы бы возвратились»[источник?].

## Ход сражения
Через Актауское укрепление часто проходили торговые караваны из Троицка и Петропавловска в Ташкент и Бухару. В связи с начавшимся восстанием казахов, к этим караванам стали ставиться вооруженные отряды для охраны. 26 ноября (7 декабря) 1837 года исправляющим должность Актауского коменданта войсковым старшиной Симоновым был отправлен отряд под командой хорунжего Рытова из 6 урядников и 48 казаков для сопровождения купеческого каравана из Петропавловска в Ташкент.

### Бой у урочища Куйлюбай-Булат
В 50 километрах от границы, 4 (15) декабря, хорунжий Рытов, оставив 20 казаков и 3 урядника с провианттом и фуражом при урочище Куйлюбай-Булат, с остальными казаками отправился обратно к границе. Вскоре Кенесары со своим отрядом наткнулся на оставшихся казаков и в последующем непродолжительном сражении полностью перебил отряд, после чего отправился в погоню за основными силами Рытова.

### Основное сражение
5 (16) декабря Рытов, вернувшись с 29 казаками и 4 урядниками, в 20 верстах от места первого боя у урочища Куйлюбай-Булат, встретил сарбазов Кенесары, которые первые кинулись в атаку на казаков и окружили их полуэскадрон, начав трёхдневную осаду отряда. Казаки спешились и укрывшись за лошадьми, открыли огонь из карабинов. Казахи сделали передвижное укрепление из мелкого кустарника-карагана и, скрываясь за ним от огня, покатили на лагерь казаков. Когда до него оставалось 15 саженей, казаки внезапно перешли в контратаку и нанесли удар по «укреплению», вытеснив из него «холодным оружием более 400 вооруженных киргизов». В кровопролитном рукопашном бою казаки сумели убить до 50 восставших, сам казачий отряд потерял 27 человек убитыми (включая самого хорунжего Рытова, которого зарубили топором в голову): один обер-офицер, пять урядников, 20 казаков и один фельдшер, 21 человек были тяжело ранены. Лишь двое из оставшихся в живых русских прорвались сквозь окружение и дошли до Актауского укрепления.
Узнав о случившемся, для деблокирования отряда Рытова из Актауского укрепления в тот же день вышел войсковой старшина Симонов с войском, однако к тому времени кенесаринцы уже покинули место сражения. По пути назад Симонову удалось захватить восьмерых соратников-казахов Кенесары в плен. Вскоре захваченные были доставлены в Омск, где были преданы суду и сосланы в Восточную Сибирь на каторжные работы. Так российское правительство начало преследование участников начавшегося восстания.